# Parc militaire national

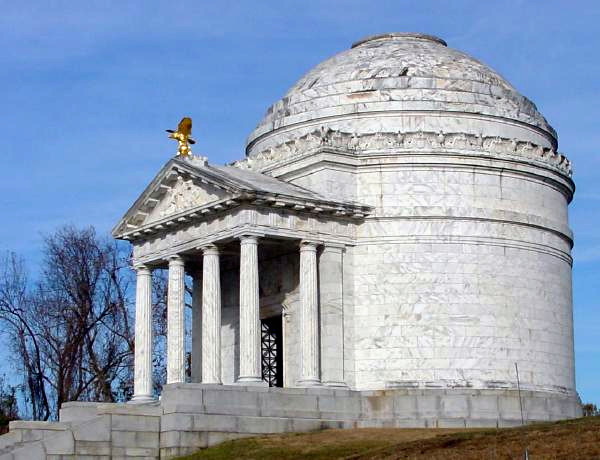
Le au Vicksburg National Military Park

Un parc militaire national (en anglais : National Military Park) est un type d'aire protégée aux États-Unis. Opérés par le National Park Service, les parcs militaires nationaux couvrent d'anciens théâtre militaires ayant une valeur patrimoniale. Il existe neuf sites ainsi désignés à travers le pays : deux relatifs à la guerre d'indépendance des États-Unis, un à la guerre Creek et six à la guerre de Sécession. Seuls le Mississippi et le Tennessee abritent deux de ces sites. 
Quatre parcs militaires nationaux abritent en leur sein un cimetière national.

## Liste
| Name                                                   | Localisation          | Conflit                              |
| ------------------------------------------------------ | --------------------- | ------------------------------------ |
| Chickamauga and Chattanooga National Military Park     | Géorgie Tennessee     | Guerre de Sécession                  |
| Fredericksburg and Spotsylvania National Military Park | Virginie              | Guerre de Sécession                  |
| Gettysburg National Military Park                      | Pennsylvanie          | Guerre de Sécession                  |
| Guilford Courthouse National Military Park             | Caroline du Nord      | Guerre d'indépendance des États-Unis |
| Horseshoe Bend National Military Park                  | Alabama               | Guerre Creek                         |
| Kings Mountain National Military Park                  | Caroline du Sud       | Guerre d'indépendance des États-Unis |
| Pea Ridge National Military Park                       | Arkansas              | Guerre de Sécession                  |
| Shiloh National Military Park                          | Mississippi Tennessee | Guerre de Sécession                  |
| Vicksburg National Military Park                       | Louisiane Mississippi | Guerre de Sécession                  |